# Sztandar chwały
Sztandar chwały (ang. Flags of Our Fathers) – amerykański dramat wojenny z 2006 roku w reżyserii Clinta Eastwooda, zrealizowany na podstawie powieści Flags of Our Fathers: Heroes of Iwo Jima Jamesa Bradleya i Rona Powersa. Zdjęcia kręcono na Islandii, w Los Angeles i Chicago.

## Fabuła
Historia żołnierza Johna Bradleya, który 19 lutego 1945 roku uczestniczył w ataku na małą skalistą wyspę Iwo Jima na Pacyfiku, mającą kluczowe znaczenie jako zaplecze dla planowanej inwazji USA na Japonię. Bitwa o wyspę trwała ponad miesiąc, a zginął w niej praktycznie cały japoński garnizon (do niewoli trafiło ok. tysiąca z 20 000 żołnierzy) i około 6 000 Amerykanów.
Bradley wraz z 5 innymi żołnierzami uwieczniony jest na zdjęciu upamiętniającym moment zatknięcia amerykańskiej flagi na szczycie góry Suribachi. Wbrew powszechnej opinii nie jest to moment kończący działania wojenne na tej wyspie. Do ostatecznego zakończenia upłynęło jeszcze wiele dni. Upamiętniające to zdarzenie fotografia stała się jedną z najsłynniejszych fotografii II wojny światowej, symbolem amerykańskiego patriotyzmu. Samo zdjęcie dało impuls do wykorzystania ocalałych żołnierzy (a uwiecznionych na fotografii) w kampanii na rzecz sprzedaży obligacji wojennych, o czym opowiada druga część filmu.

## Obsada
- Ryan Phillippe – mat–sanitariusz John „Doc” Bradley
- Jesse Bradford – kapral Rene Gagon
- Adam Beach – kapral Ira Hayes
- John Benjamin Hickey – sierżant Keyes Beech
- John Slattery – Bud Gerber
- Barry Pepper – sierżant Mike Strank
- Jamie Bell – Ralph „Iggy” Ignatowski
- Paul Walker – sierżant Hank Hansen
- Robert Patrick – pułkownik Chandler Johnson
- Neal McDonough – kapitan Dave Severance
- Melanie Lynskey – Pauline Harnois
- Tom McCarthy – starszy szeregowy James Bradley
- Chris Bauer – komendant Alexander Vandergrift
- Judith Ivey – Belle Block
- Myra Turley – Madeline Evelley
- Gordon Chapp – generał Holland Smith
- Joseph Michael Cross – starszy szeregowy Franklin Sousley
- Scott Eastwood – Lundsford

i inni.

## Zdjęcia
Zdjęcia do filmu realizowane były na terenie Stanów Zjednoczonych, Islandii oraz Japonii.